# Bình Hòa Đông
Bình Hòa Đông là một xã thuộc huyện Mộc Hóa, tỉnh Long An, Việt Nam.

## Địa lý
Xã Bình Hòa Đông nằm ở trung tâm huyện Mộc Hóa, có vị trí địa lý:
- Phía đông giáp thị trấn Bình Phong Thạnh
- Phía tây giáp xã Bình Hòa Trung
- Phía nam giáp xã Tân Thành với ranh giới là sông Vàm Cỏ Tây
- Phía bắc giáp xã Bình Thạnh.

Xã có diện tích 32,43 km², dân số năm 1999 là 3.383 người, mật độ dân số đạt 104 người/km².

## Lịch sử
Xã Bình Hòa Đông được thành lập vào ngày 20 tháng 7 năm 1978 trên cơ sở tách một phần diện tích và dân số của xã Bình Hòa cũ.
Ngày 4 tháng 4 năm 1989, Hội đồng Bộ trưởng ban hành Quyết định 37-HĐBT. Theo đó, tách một phần diện tích và dân số của các xã Bình Hòa Đông và Bình Hòa Tây để thành lập xã Bình Hòa Trung.
Ngày 24 tháng 3 năm 1994, Chính phủ ban hành Nghị định số 27-CP. Theo đó, thành lập xã Bình Thạnh trên cơ sở 837 ha diện tích tự nhiên và 108 người của xã Bình Phong Thạnh; 2.726,8 ha diện tích tự nhiên và 642 người của xã Bình Hòa Đông.
Sau khi điều chỉnh địa giới hành chính, xã Bình Hòa Đông còn lại 3.666 ha diện tích tự nhiên và 2.068 người.

## Hành chính
Xã Bình Hòa Đông được chia thành 4 ấp: 1, 2, 3, 4.